# Robe bleue du chat
Pour les articles homonymes, voir Bleu.
Le bleu est une couleur de robe du chat. Sur un chat uni, le bleu est de couleur gris bleuté. Il s'agit d'une dilution de la couleur noire. La robe bleue est très populaire en France, notamment avec la race chartreux.

## Génétique
L'obtention de la robe bleue est codée par trois gènes différents : la série B qui détermine l'intensité de la couleur brune de la robe,  la série D qui est un gène de dilution de la robe et la série Dm qui est un modificateur des robes diluées. 
Le gène B (Brown) détermine l'intensité de la couleur brune de la robe du chat. Elle compte trois allèles à dominance décroissante associés à une organisation particulière de l’eumélanine. La couleur sauvage est le noir, c'est également l'allèle dominant. Le chocolat est déterminé par l'allèle b, qui est récessif sur B+ et dominant sur le dernier allèle bl, codant la robe cannelle. Pour qu'un chat soit bleu, il faut qu'il soit d'abord de génotype noir, soit B et un autre allèle (soit b ou bl). Pour la robe noire, l'eumélanine est organisée en granules ronds. Le gène B correspond au locus TYRP1 (Tyrosinase Related Protein de type 1, dite TRP91). 
Le gène D (Dilution) détermine la dilution de la couleur de base. L’allèle de dilution d est récessif. Sa double présence transforme la robe noire en robe bleue. L'allèle d a un effet sur la phéomélanine et l’eumélanine. Un chat de robe diluée présente des granules d’eumélanine de taille variable inégalement répartis en amas : ces amas absorbent peu de lumière, ce qui explique l’aspect clair de la robe. Pour qu'un chat soit bleu, il faut qu'il soit de génotype dilué, soit dd.
Le gène Dm (Dilute modifier) est un dilution supplémentaire des robes diluées. L'allèle Dm est dominant et se rencontre chez le siamois et l'oriental. Il provoque la transformation de la robe bleue en robe taupe. Pour qu'un chat soit bleu, il doit être de génotype dmdm.

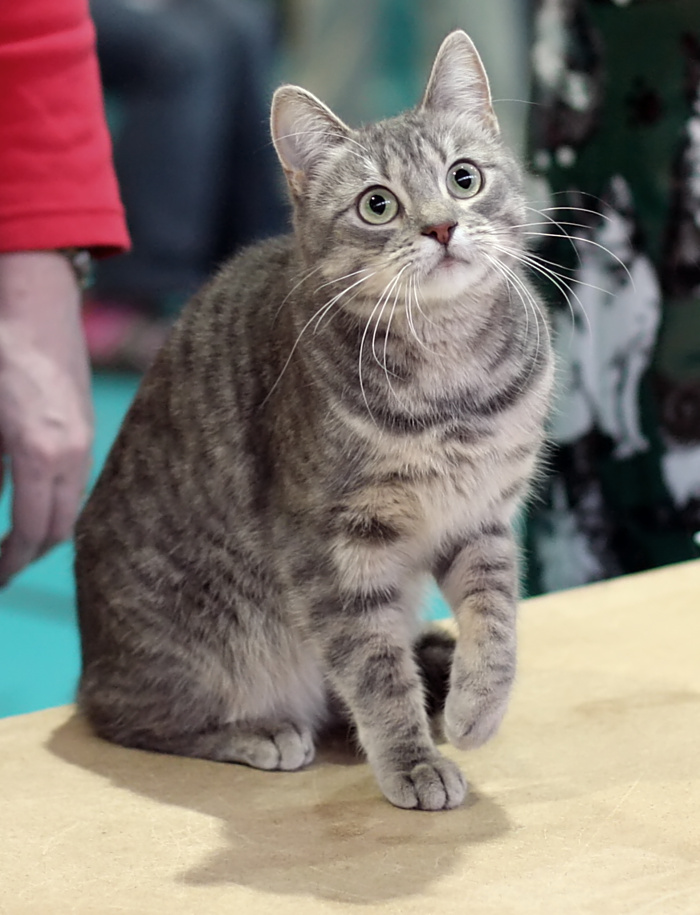
European shorthair blue mackerel tabby.
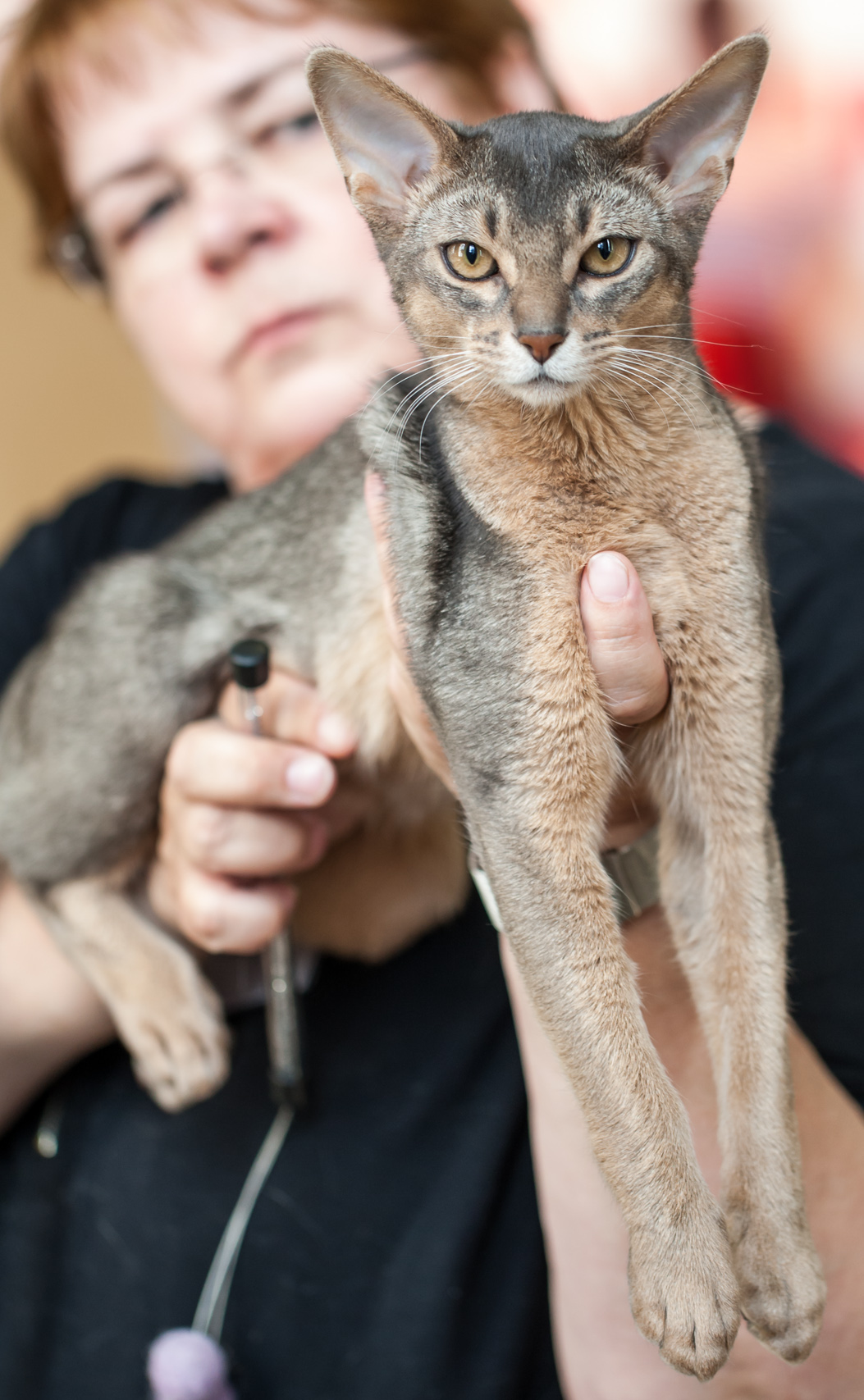
Un abyssin blue ticked tabby.
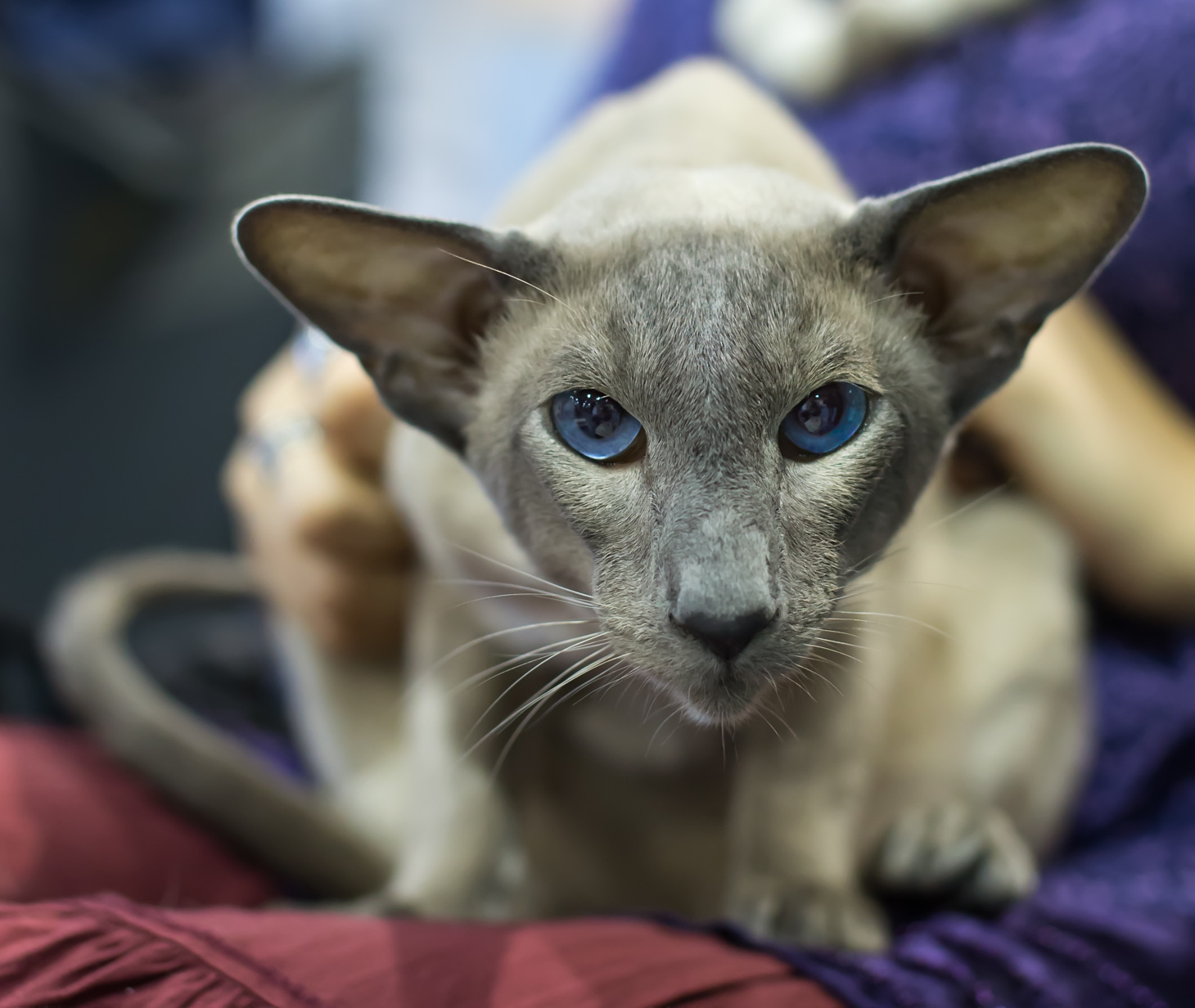
Un siamois bleu.

## Popularité
Parmi les chats de race, la robe bleue est la plus populaire en France, notamment en raison de la popularité du chartreux. Trois races de chats acceptent uniquement la robe bleue : le chartreux, le bleu russe et le korat. Le bleu uni représente 14,6 % des robes de chats de races enregistrés par le LOOF entre 2003 et 2012.